# Royce Buckingham
Œuvres principales
- Démons

Royce Scott Buckimgham (né en 1966 à Richland dans l’État de Washington) est un auteur américain de romans fantasy pour la jeunesse.

## Biographie
Royce Buckingham a grandi près du complexe nucléaire de Hanford dans l'état de Washington. Il a été étudiant au Whitman College à Walla Walla (Washington) et a étudié le droit à l'université d'Oregon. Jusqu'à présent, il a écrit de nombreux contes fantastiques sous forme de nouvelles qui ont été publiées dans des magazines et la trilogie Demonkeeper.

### Trilogie Demonkeeper
1. Démons, Castelmore, 2010 ((en) Demonkeeper, 2007)
2. Démons 2, Castelmore, 2011 ((en) Demoneater, 2011)
3. (en) Demonocity, 2012

### Divers
1. (en) Goblins! An UnderEarth Adventure, 2008
2. (en) The Dead Boys, 2010

### Source
- (de) Cet article est partiellement ou en totalité issu de l’article de Wikipédia en allemand intitulé « Royce Buckingham » (voir la liste des auteurs).